# Supermarket (musikalbum)
Supermarket är ett musikalbum av Stakka Bo (Johan Renck), utgivet november 1993 på Stockholm Records.
Efter en överraskande framgång med singeln Here we go spelades albumet snabbt in. Det producerades av Jonas von der Burg. Som backup-rappare fungerade Oskar Franzén och refrängerna sjöngs i flera fall av Nana Hedin. Från albumet släpptes även singlarna Down the drain och Living it up.
Albumet hämtade mycket inspiration från den stämningsfyllda brittiska hiphop som Stereo MCs och den spirande triphop-scenen i Storbritannien spelade.
Förutom framgångar i Sverige (som bäst en nionde plats) nådde albumet listplaceringar i Schweiz (29:e plats) och Österrike. 
Albumet belönades också med en Grammis i kategorin modern dans för 1993 års produktioner.

## Låtlista
Alla låtar skrivna av Jonas von der Burg och Stakka Bo, alla texter av Stakka Bo.
1. Natural
2. Here we go
3. People (and the things we do)
4. On your knees
5. Happyman
6. Everything
7. Down the drain
8. Under direction
9. Living it up
10. We